# Sint-Laurentiuskerk (Neurenberg)

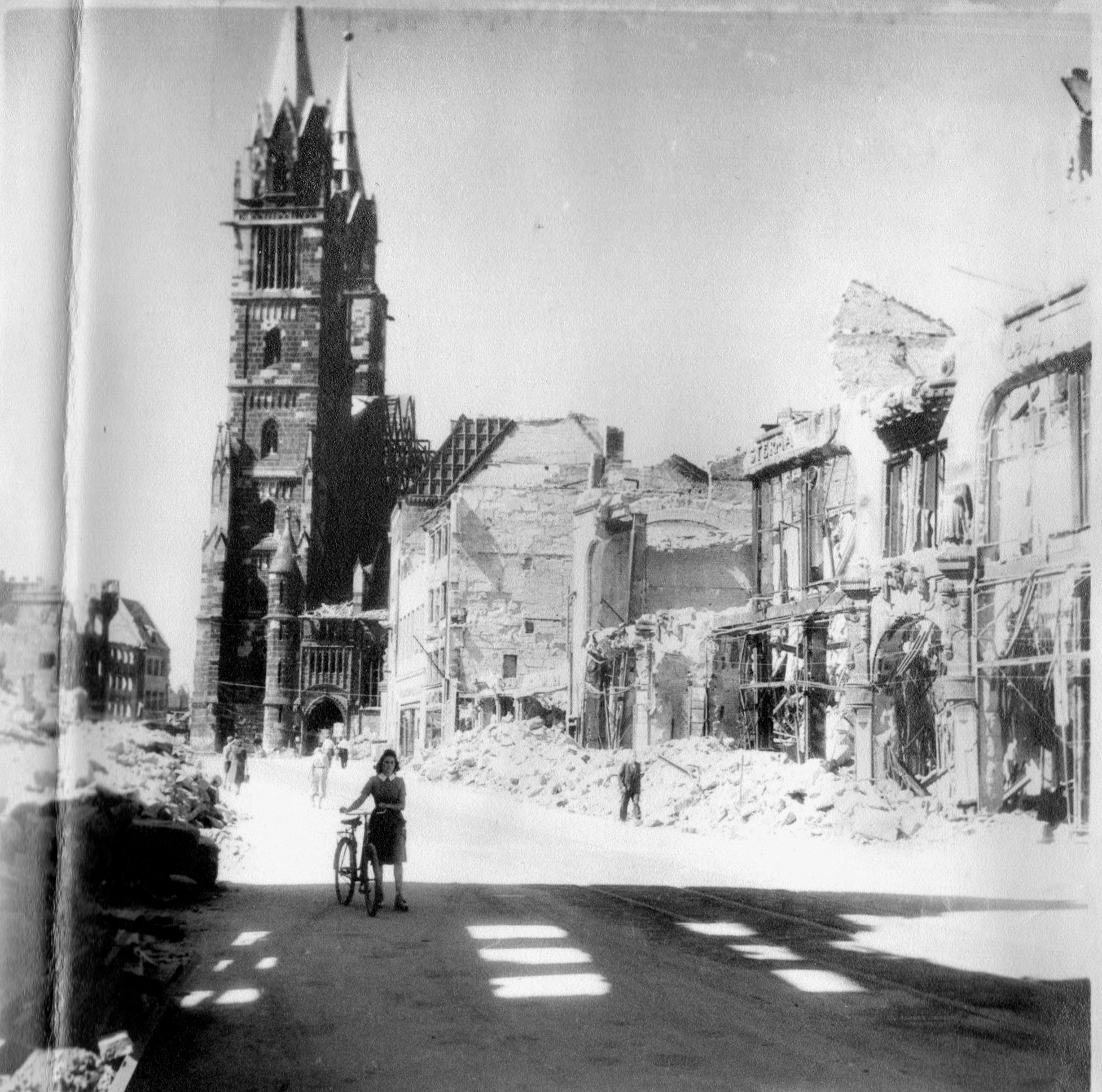
De kerk in januari 1945

De Sint-Laurentiuskerk (Duits: Lorenzkirche) in de Beierse stad Neurenberg is een protestants kerkgebouw. De schutspatroon van de kerk is Laurentius van Rome. De kerk wordt jaarlijks door ongeveer 750.000 mensen bezocht.

## Bouwgeschiedenis
De eerste vermeldingen van een Laurentiuskerk dateren uit de jaren 1235-1258. Bij opgravingen in 1929 werd vastgesteld dat het een kleine, drieschepige pijlerbasiliek betrof. Delen van deze vroege bouw uit de 13e eeuw zijn in het huidige muurwerk opnieuw gebruikt.
De bouwgeschiedenis van de Laurentiuskerk volgde in een concurrentieslag met de in de middeleeuwen belangrijkere Sint-Sebalduskerk voortdurend haar voorbeeld. In navolging van de nieuwbouw van de Sebalduskerk (circa 1230-1240) werd in ± het jaar 1250 begonnen met de bouw van een drieschepige Laurentiuskerk. In die tijd woonden circa 10.000-15.000 mensen in Neurenberg. Omstreeks 1290 kwam deze basiliek gereed. Wederom naar voorbeeld van de Sint-Sebalduskerk werd rond 1400 begonnen met de vergroting van de zijschepen, waardoor de oorspronkelijk buiten staande steunberen nu aan de binnenmuren van de kerk kwamen te staan. Tussen deze steunberen werden kleine kapellen ingericht voor de families van de raad. Een laatste grote bouwfase vond plaats in de jaren 1439-1477 met de oprichting van het hallenkoor.

## Geschiedenis
De Laurentiuskerk bleef gedurende de middeleeuwen in de schaduw staan van haar zusterkerk, de Sint-Sebalduskerk. Dat gold des te meer toen paus Martinus V Sebaldus in 1425 officieel heilig verklaarde. Voordien werd Sebaldus slechts als lokale heilige vereerd, maar met de heiligverklaring bezat de Sebalduskerk het graf van een echte heilige en wist daarmee de Laurentiuskerk de loef af te steken, aangezien de Laurentiuskerk niet over het lichaam van haar patroonheilige beschikte. Mogelijk dat dit verklaart waarom in de 15e eeuw de cultus ontstond rond de verering van Deocarus, de biechtvader van Karel de Grote, wiens relieken zich reeds sinds 1316 in de Laurentiuskerk bevonden. Over zijn in 1436-1437 opgerichte altaar liet men in de jaren 1439-1477 het oostelijke laatgotische hallenkoor bouwen. Burgers maakten de bouw hiervan mogelijk, zoals ook de deels zeer kostbare inventaris vooral door de burgerij werd geschonken. Dit zou een reden kunnen zijn dat de kerk tijdens de beeldenstormen werd gevrijwaard van vernielingen. De Sint-Laurentiuskerk was een van de eerste kerken in Duitsland die tot de Lutherse leer overging (1525), maar kennelijk respecteerde men de erfenis van de eigen voorouders zozeer, dat men de door hen geschonken kunstwerken liet staan. De bekende Duitse reformator en theoloog Andreas Osiander was hier enige tijd als predikant.
Op 10 augustus 1943 werd de Laurentiuskerk voor het eerst getroffen door bommen bij een luchtaanval en aanzienlijke verwoestingen toegebracht. Op twee januari 1945 trof een bom opnieuw de kerk waardoor het gehele dak van de kerk instortte. Gelukkig waren enige kunstwerken reeds uit voorzorg in een bunker veiliggesteld. Andere werken zoals het sacramentshuis waren ingemetseld en konden zo ontsnappen aan vernietiging. Vanaf 1949 vond de wederopbouw plaats. Het dak van de kerk moest geheel worden vernieuwd, waarbij het dakgestoelte over het kerkschip wegens gebrek aan materiaal van staal werd gemaakt. Op 10 augustus 1952 kon de eerste dienst worden gevierd. In het jaar 2002 werd het 50-jarig jubileum van de wederopbouw gevierd.

## Bouw
De kerk wordt gedomineerd door de twee torens. Daartussen bevindt zich een rijk van maaswerk voorziene gevel met een roosvenster van negen meter doorsnee. Het kerkschip betreft een drieschepige pijlerbasiliek van acht traveeën. In het middenschip dragen de spitsboogarcades op bundelpijlers de muur, per travee onderbreekt een spitsboogvenster de muur van de lichtbeuk. Het kerkschip heeft een kruisribgewelf. De aanmerkelijk lagere zijbeuken hebben kleine familiekapellen, die ontstonden tussen de steunberen nadat de zijschepen werden vergroot.
De laatgotische koorgang is naadloos met het kerkschip verbonden. Het heeft een speels netgewelf en een dubbele rij van bijzonder fraaie maaswerkvensters. Aan de zuidelijke zijde bevindt zich de twee verdiepingen tellende sacristie.

## Maten
- Kerk: lengte: 91,20 meter; breedte: 30,00 meter
- Middenschip: hoogte: 24,20 meter; breedte: 10,40 meter
- Zijschip: hoogte: 11,50 meter; breedte: 5,90 meter
- Koorgang: hoogte: 24,20 meter; breedte: 28,60 m
- De torens zijn resp. 80,8 en 81 meter hoog.

## Interieur
Van de vele kunstwerken in het werk behoort niet alles tot de oorspronkelijke inrichting. Vanuit geseculariseerde of verwoestte kloosters uit Neurenberg en omgeving kregen vele kunstwerken een plaats in de Laurentiuskerk. Talrijke altaren met houtsnijwerk en schilderijen, beelden van hout en steen, gebrandschilderd glas, epitafen en rouwborden en een koorgestoelte uit de 15e eeuw maken van de kerk niet alleen een godshuis, maar ook een zeer bezienswaardig gebouw.
- Vermeldenswaard zijn vooral twee meesterwerken van laatgotische beeldhouwkunst die tot de oorspronkelijke inrichting van de kerk horen. Het betreft ten eerste het door Adam Kraf in de jaren 1493-1496 gemaakte sacramentshuis, een 18,70 meter hoog tabernakel van zandsteen. Het wordt ondersteund door drie hurkende figuren van verschillende leeftijden, waarvan de middelste met het gereedschap in zijn handen, de kunstenaar zelf moet voorstellen. Vanaf een begaanbaar platform loopt een spits toelopende toren tot aan het gewelf met verschillende scènes van de lijdensgeschiedenis van Christus. Ondanks de zware beschadiging van de kerk tijdens de Tweede Wereldoorlog wist men dit kunstwerk door ommuring grotendeels voor de vernietiging te behoeden.
- Een andere schitterende prestatie van laatgotische kunst is de zogenaamde Englische Gruß (Groet van de Engel in de Rozenkrans) die in het koor van de kerk hangt. De patriciër Anton Tucher gaf bij de houtsnijder Veit Stoß in 1517-1518 opdracht om de uit lindenhout gesneden verkondiging van de Heer uit te beelden. In een krans van 55 gouden rozen staan de engel Gabriël en Maria, rond de twee beelden zweven engelen en boven de scène troont God de Vader. De zeven medaillons in de krans staan voor de Zeven Vreugden van Maria. Onder aan de krans bevindt zich een slang met een aangevreten appel in de bek. Het kunstwerk moest in de 19e eeuw worden gerestaureerd nadat het op 2 april 1817 naar beneden was gestort. Bij het geheel horen de twaalf kroonluchters boven de koorstoelen en de centraal hangende Mariakroonluchter.
- Het Deocarusaltaar uit 1436-1437 herbergde van 1316 tot de 19e eeuw de relieken van de heilige Deocarus, de legendarische stichter en eerste abt van de stad Herrieden. De zilveren schrijn waarin de relieken van de heilige werden bewaard stond vroeger in de predella. Het moet een belangwekkend kunstwerk zijn geweest; helaas werd de schrijn door de Beierse schatkist uit de kerk gehaald en ter omgesmelting verkocht. De relieken zelf kwamen in 1845 in Eichstätt terecht. Het centrale deel van het altaar is horizontaal in tweeën verdeeld waarin de beelden van Christus (boven) en Deocarus (onder) met aan beide zijden steeds drie apostelen. Op de rechter predellavleugel wordt de overhandiging van de relieken van Deocarus door Lodewijk van Beieren aan de stad Neurenberg uitgebeeld.
- In het rechter kerkschip bevindt zich het Rochus-altaar, een schenking van de Neurenbergse koopmansfamilie Imhoff. Waarschijnlijk werd met de bouw van het altaar rond 1485 begonnen. Op dat moment waarde de pest rond in de stad. Imhoff had veel contacten in Venetië, beheerde daar het Sint-Sebaldusaltaar voor de Duitse kooplieden in de Bartholomeüskerk en werd later als consul benoemd in het Fondaco dei Tedeschi. Vanuit Italië introduceerde Imhoff de cultus rond de heilige Rochus in Neurenberg. In het pestjaar 1484 vierde men op 16 augustus in de Laurentiuskerk het feest van Sint-Rochus, iets later werd met de bouw van het altaar begonnen. Het Rochus-altaar heeft naast een beeld van uiteraard Rochus die wijst op een pestbuil op zijn voet ook een beeld van een andere pestheilige, Sint-Sebastiaan.

## Orgels
De kerk vervoegt over drie verschillende orgels met in totaal 12.000 pijpen: het hoofdorgel op de galerij onder het roosvenster, het Laurentiusorgel (een zogenaamd zwaluwnestorgel in het kerkschip) en het Stefanusorgel (een koororgel). Met 162 registers herbergt de Laurentiuskerk het op een na grootste orgelgeheel in Duitsland, dat zich over twee elektrische centrale speeltafels in het kerkschip en op de westelijke galerij laat aanspelen. Het Laurentius- en Stefanusorgel vervoegen over aparte, mechanische speeltafels.

## Afbeeldingen

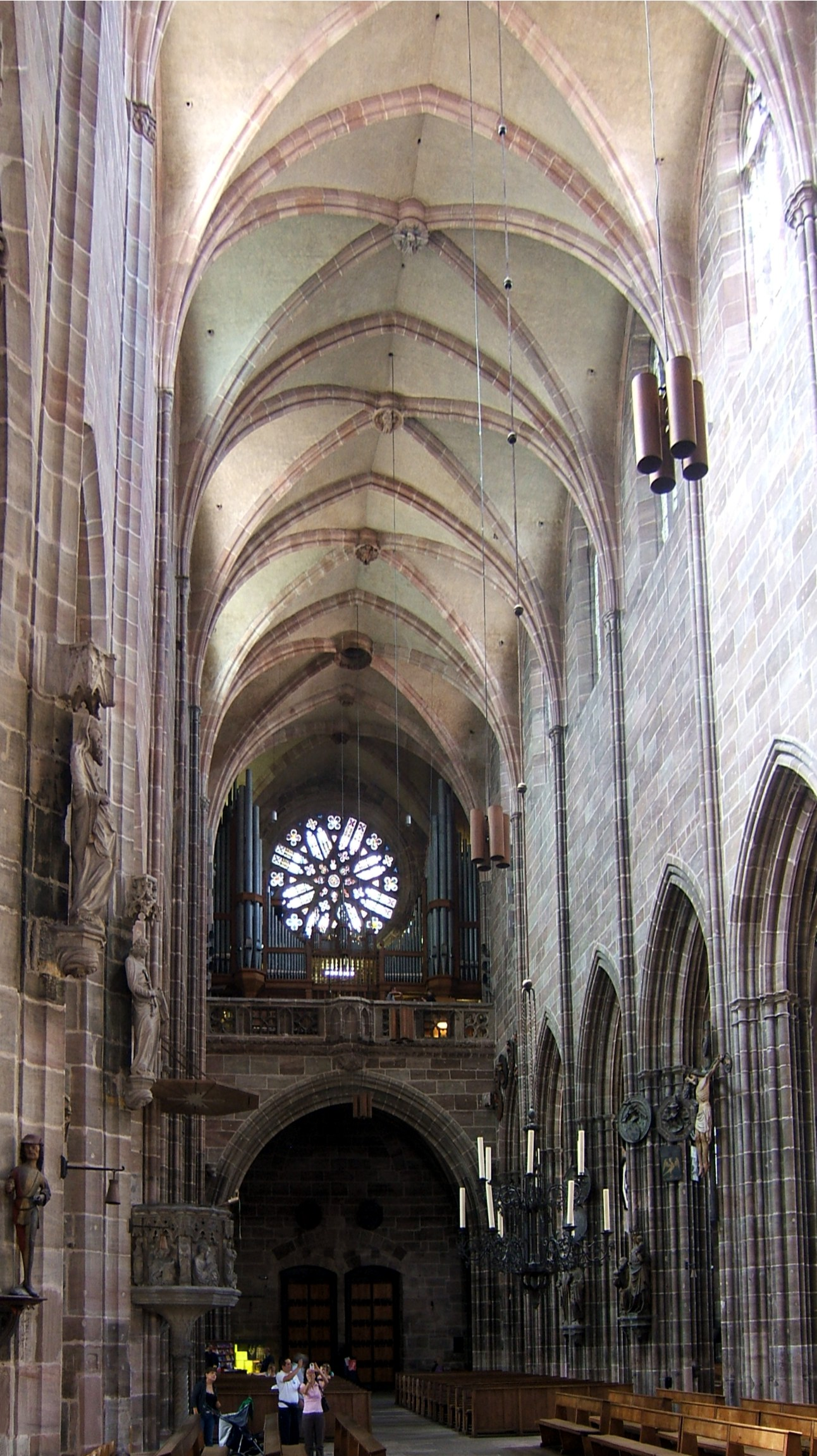
Interieur
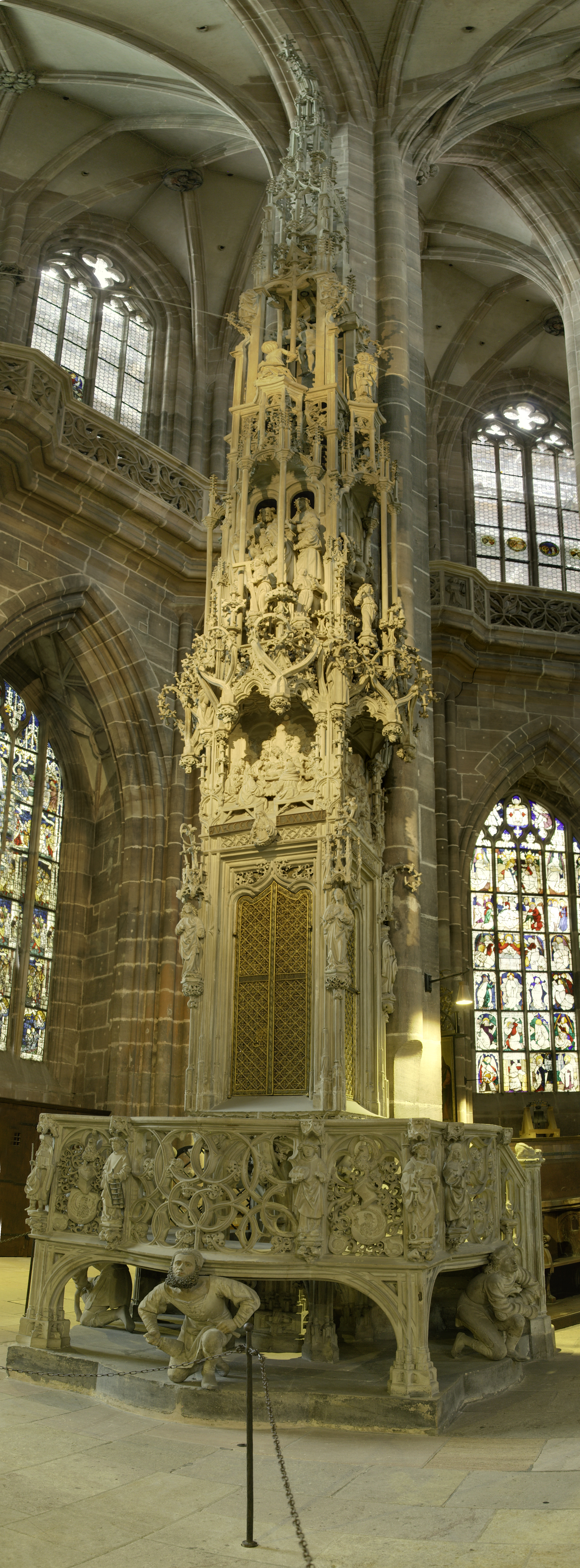
Sacramentstoren
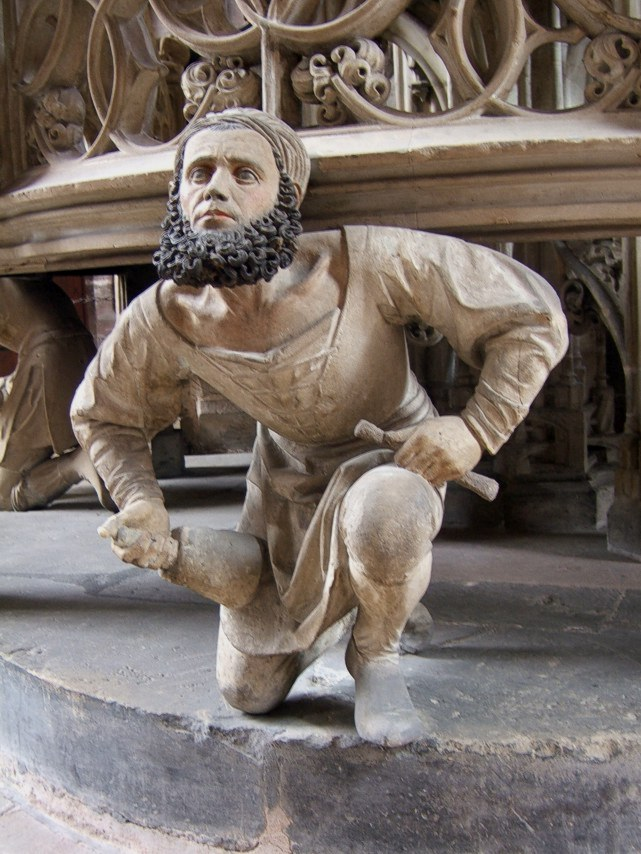
Adam Kraft
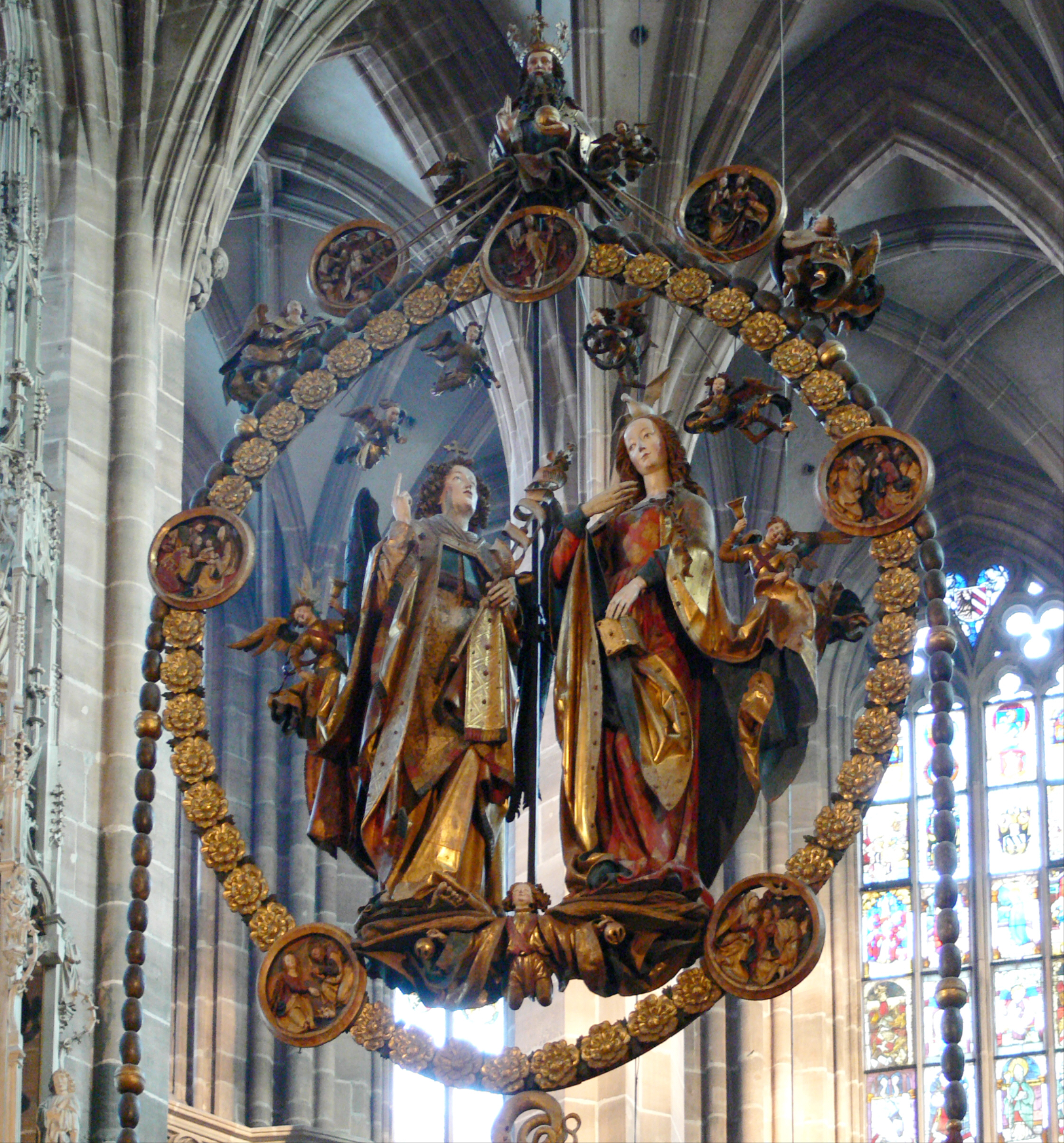
Engelgroet
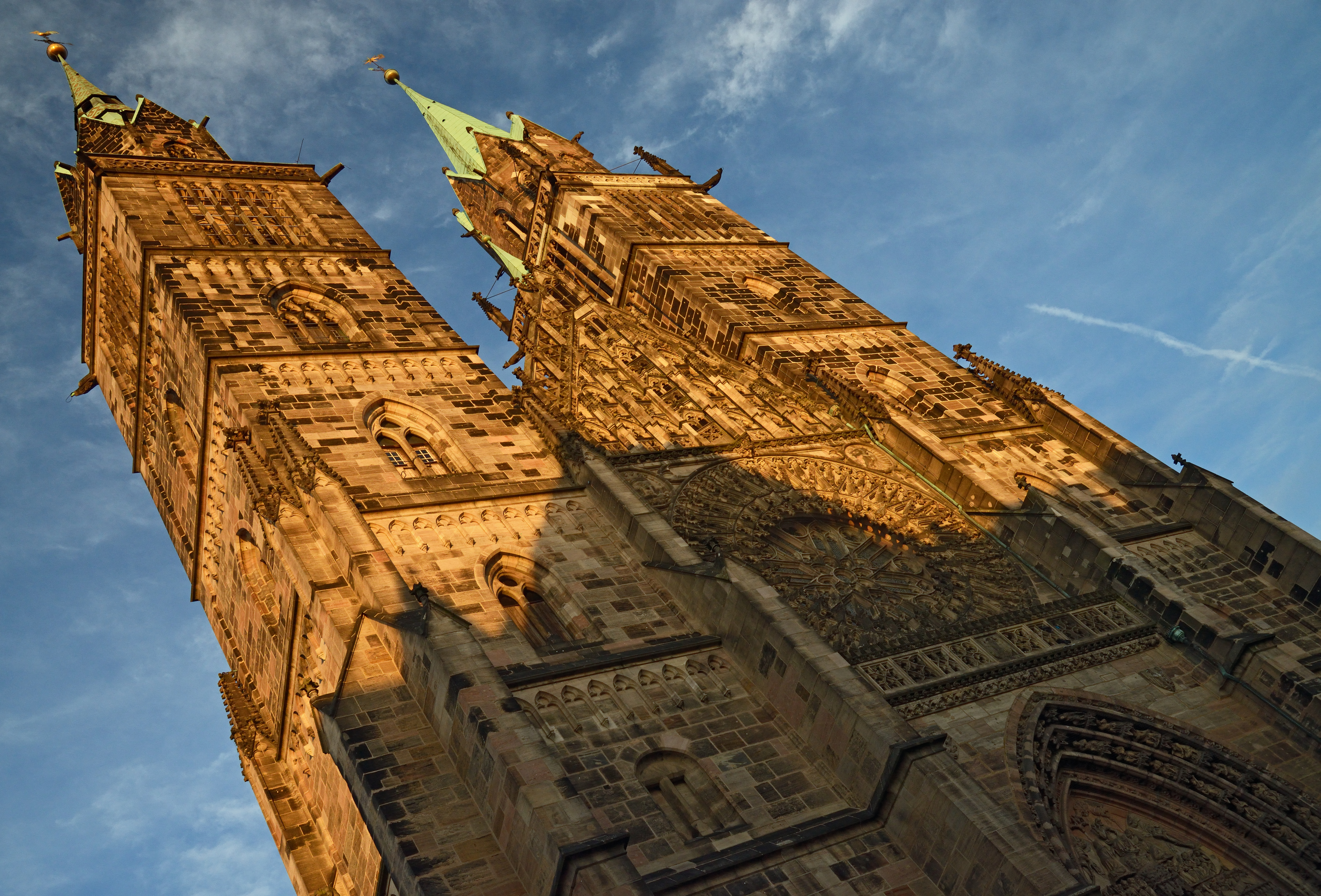
Bij zonsondergang